# Nennrettungshöhe

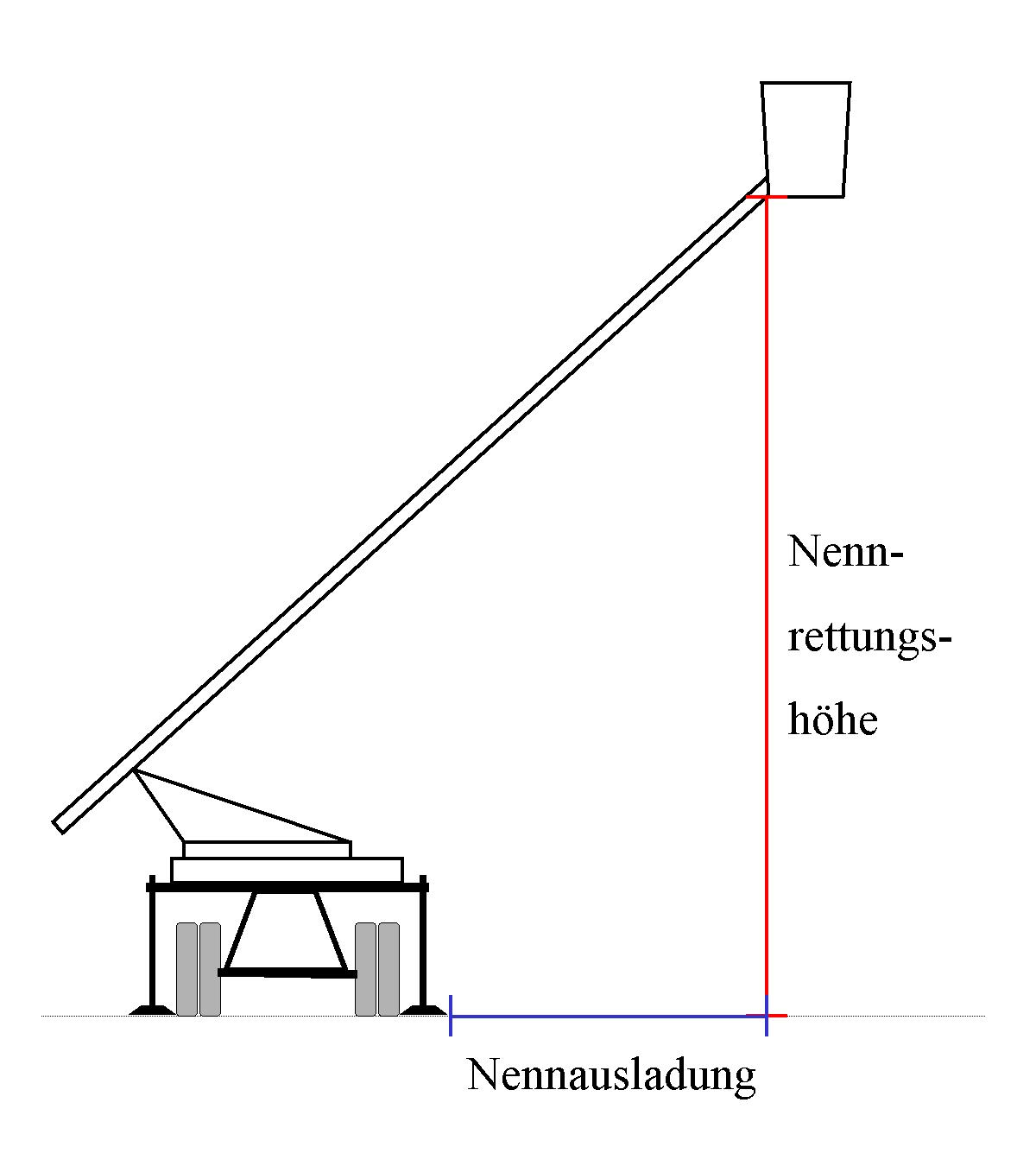
Nennausladung und Nennrettungshöhe

Nennrettungshöhe und Nennausladung sind Kennzahlen für Hubrettungssysteme der Feuerwehr, wie Drehleitern, Gelenk- und Teleskopmasten.
Die Nennrettungshöhe ist der senkrechte Abstand in Metern vom Boden des Drehleiterkorbes bzw. der obersten Leitersprosse zum Boden.
Die Nennausladung wird bei Drehleitern gemessen. Sie bezeichnet den waagerechten Abstand von der Außenkante des Fahrzeugs (äußerster Punkt der Abstützung) bis zum Lot der obersten Leitersprosse bzw. zum Lot der Außenkante des Korbbodens. Die Leiter ist hierbei auf Nennrettungshöhe ausgefahren.
Nennausladung und Nennrettungshöhe werden ohne Belastung der Drehleiter bzw. des Teleskopmastes gemessen.
Beispiele:
- DLK 23-12: Drehleiter mit Korb, Nennrettungshöhe 23 m, Nennausladung 12 m
- TM 30: Teleskopmast, Nennrettungshöhe 30 m